# فيروس إبشتاين-بار
فيروس إبشتاين-بار هو فيروس من عائلة فيروسات الهربس (الحلأ). من أكثر الفيروسات التي تصيب البشر ويشتهر بتسببه بكثرة الوحيدات العدوائية. سمي الفيروس باسم العالمين مايكل إبشتاين وإيفون بار الذين ساهما باكتشاف الفيروس عام 1964 داخل خلايا عينة مأخوذة من ورم سرطاني. هذه العينة أدت كذلك إلى اكتشاف مرض اللمفوما الأفريقية أو ليمفوما بوركيت نسبة للمكتشف دينيس بوركيت.

## الإصابة وانتقال الفيروس
يصيب الفيروس جميع الفئات العمرية ويتواجد في كافة المناطق الجغرافية. لا تصاحب إصابته للأطفال عادة أية أعراض بينما ينتج عنها عند المراهقين والبالغين داء وحيدات النوى الخمجي في 40% من الحالات.
تتلخص أعرض داء وحيدات النوى الخمجي بالحمى والتهاب الحلق والتهاب في الغدد الليمفاوية كما يؤثر هذا المرض على الكبد والطحال في كثير من الأحيان. نادرا ما تحدث أي اختلاطات مؤثرة على القلب أو الدماغ ونادراً ما يسبب المرض الوفاة.
لوحظ أيضا وجود صلة بين الإصابة ب فيروس إبشتاين-بار أثناء الحمل وبين إسقاط الحمل وتكون العاهات الخلقية.

## دورة حياة الفيروس داخل الجسم البشري
عادة ما ينتقل فيروس إبشتاين-بار عبر الاتصال المباشر وخاصة عبر اللعاب؛ مما أكسبه اسمه في الغرب بلدى المراهقين  (مرض التقبيل)  (وبالإنجليزية: Kissing Disease). هذا وكثيرًا ما يكون الفيروس موجودا داخل لعاب الأصحاء دون التسبب بالمرض. من جهة أخرى فإن انتقال المرض عبر الهواء أو الدم قليل الحدوث. يمكن انتقال الفيروس من الأم إلى الجنين عبر المشيمة كما ذكر آنفاً.
تمتد فترة حضانة المرض من 4 إلى 6 أسابيع يكون المصاب فيها معديا للأسابيع الثلاثة الأولى. ثم تظهر الأعراض بعد ذلك تباعا ويستمر ظهورها من شهر إلى شهرين. يصبح الفيروس بعد ذلك «هاجعا» في بعض الخلايا في الحلق والدم ويستمر بقاءه مدى الحياة.

## سرطانات ذات علاقة بالفيروس

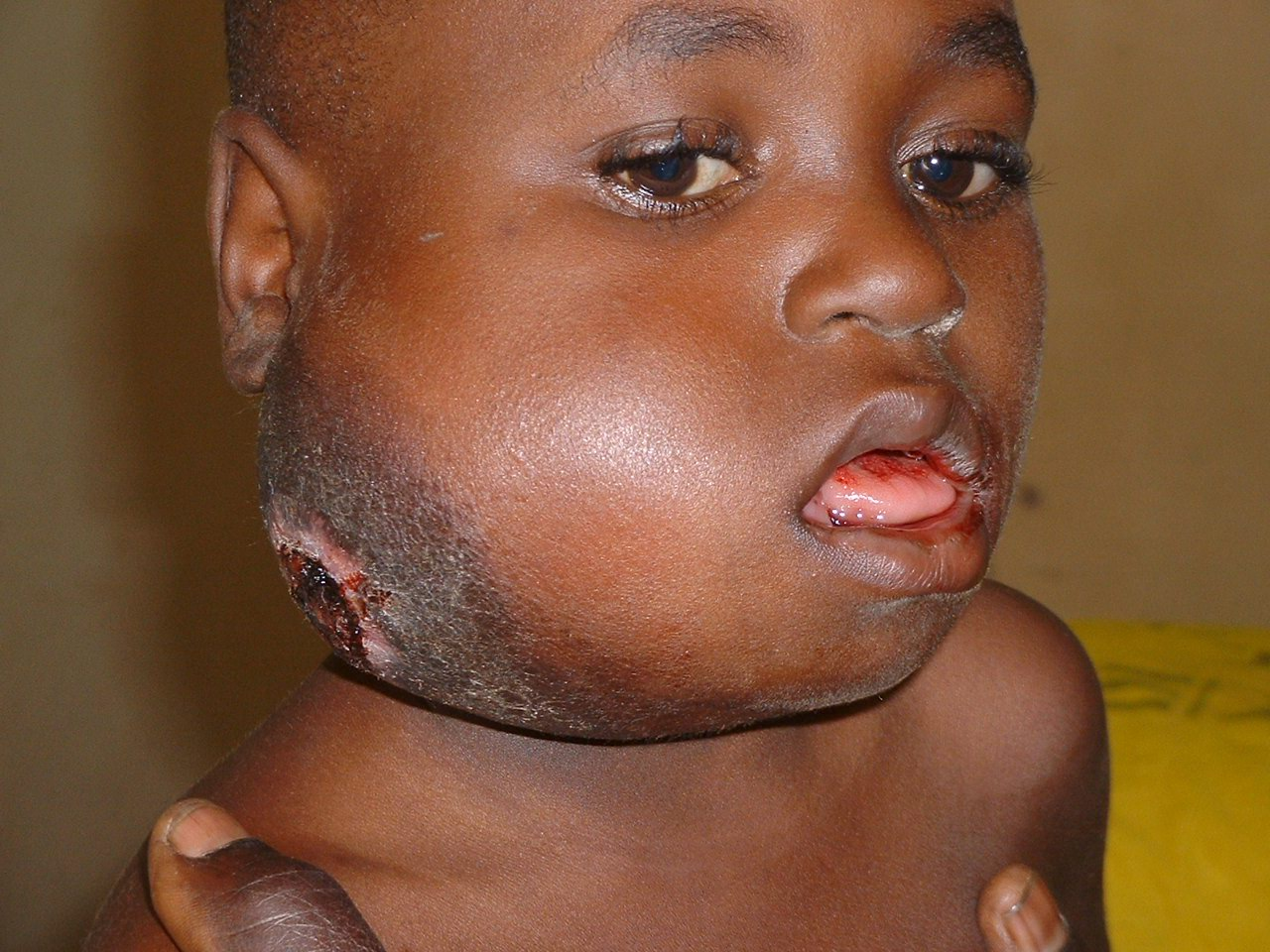
مريض نيجيري في السابعة مصاب بسرطان بوركيت أو (الليمفوما الأفريقية).

ارتبطت الإصابة بفيروس إبشتاين-بار بعدة أمراض سرطانية أشهرها سرطان بوركيت أو (الليمفوما الأفريقية) والسرطان الأنفي البلعومي. يعتقد أن إصابة فيروس إبشتاين-بار للخلايا اللمفاوية يؤدي في مرحلة متقدمة إلى تعطيل بعض الجينات المسؤولة عن تنظيم دورة حياة الخلايا واكتشاف التحورات الجينية؛ الأمر الذي يؤدي لظهور أنواع من الخلايا اللمفاوية غير المضبوطة والتي يؤدي لتكون هذه السرطانات.
يلاحظ أن تزامن حدوث الإصابة بفيروس إبشتاين-بار مع الإصابة بمرض الملاريا يعزز فرص حصول سرطان بوركيت نظرا لأن الإصابة بالملاريا تضعف رقابة الجسم على الخلايا المناعية مما يساعد فيروس إبشتاين-بار على إحداث التحورات الجينية دون الكشف عنها.

## وصلات خارجية
- CDC website on EBV
- www.healthocrates.com - Article about Epstein-Barr Virus